# 田中信二 (ライター)
田中信二（たなか しんじ）とは、テーブルトークRPGをメインとする日本のライター、編集者、DTPデザイナー。ファーイースト・アミューズメント・リサーチ(F.E.A.R.)所属。一般にはかわたなという通称でのテーブルトークRPGリプレイへの参加で知られる。

## 略歴
大学在学中から『RPGマガジン』でライター活動を始め、鈴吹太郎の知遇を得る。卒業後F.E.A.R.に加わる。2005年10月から2012年8月までF.E.A.R.が発行する『ゲーマーズ・フィールド』の編集長を務めた。
メディアへの初露出は、田中としひさのエッセイ漫画『おこんないでね』の登場人物としてである。『LOGOUT』1993年12月号に掲載の第7回で田中としひさの無茶な要望に悩むゲームマスターとして出演したが、このとき既に「かわいそうな」田中君、と紹介されている。
公式リプレイへの出演は『三國志演技』のリプレイが初めてである。
プレイヤーとして多数のリプレイに出演していたものの、田中自身がゲームマスター（兼リプレイライター）を務めるリプレイは長らく出版されていなかった。初めてメディアに公開された田中GMによるリプレイは2005年の『ナイトウィザード』リプレイ「幼年期の終わり」と『スターレジェンド』リプレイ「そして、蒼き星へ」 である。なお、リプレイライターとしてのデビューは早く、『RPGマガジン』1994年5月号に読者参加リプレイ企画「無限のきらめき」の一環として掲載された『トーキョーN◎VA』リプレイ「支配者の逃亡」が処女作となる（「田中信二と怪兵隊」名義）。
2008年には、『ゲーマーズ・フィールド』に連載された『アルシャード・フォルティッシモ』リプレイ「時計仕掛けの破壊神」が田中にとって初の書籍としてエンターブレインから出版された。
2009年には富士見書房より『アリアンロッド・サガ・リプレイ・デスマーチ』を発表している。これは『アリアンロッド・サガ・リプレイ』第3巻においてストーリー展開が変更された影響をフォローするために、田中の上司に当たるたのあきらが急遽立案したもので、田中はたのの指名によりGM兼リプレイライターを担当した。『デスマーチ』は当初続刊の予定はなかったが、好評を得てシリーズ化されている。

## 人物像
「かわたな」という通称は「かわいそうな田中」の略で、たのあきらによる命名である。鈴吹太郎によれば、田中はF.E.A.R.入社以前から他人のしわ寄せ（本来の予定にはなかった仕事が、締切りが迫った時期に田中に持ち込まれる、など）を受けやすかったという。菊池たけしは「『こいつなら何とかしてくれる』という期待があっての『かわいそう』」と述べている。
『セブン＝フォートレス』では田中をモデルとし、「かわいそう」という特殊能力を持つアナタワックという名称のエネミーが登場する（「かわたな」をローマ字表記し(Kawatana)、逆から読むとアナタワック(Anatawak)となる）。『ナイトウィザード The ANIMATION』第9話では、魔王ベール＝ゼファーの攻撃によって撃沈される護衛艦の名前として「かわたな」が使用された。
現在の田中は、F.E.A.R.社員としてルールブックやサプリメントの編集、DTPデザイン、原稿執筆、スケジュール管理など多岐な仕事を行っている。その激務は自身や他者のリプレイでよくネタになるが、本人曰く「大変というよりは楽しいことのほうが多い」という。「時計仕掛けの破壊神」のあとがきでは、自身の性格について「どちらかというと好奇心旺盛なほう」と評し、F.E.A.R.で様々な仕事を手がけているのもそのおかげだと記している。
リプレイへの参加は主にプレイヤーとしてであり「F.E.A.R.社の“ザ・主人公”」（菊池たけし）
「PC1の達人」（田中天）
と評されるように主人公的な立ち回りのキャラクターを多数演じてきた。また、言動のおかしな変人的キャラクターを演じてコメディ役を担当することも多い。
ゲームマスターとしては、敵方の意図やラスボスの弱点などでプレイヤーに推理力を要求し、クライマックスでの戦闘は厳しい傾向が見られる（特に「時計仕掛けの破壊神」「アリアンロッド・サガ・リプレイ・デスマーチ」で顕著である）。またセッションメンバーはほぼ固定されており、「幼年期の終わり」のメンバーである鈴吹、菊池、たの、藤井忍を基本に1名入れ替える程度である（「翼の折れた愛と青春」などの例外はあるが）。

## 作品一覧
下記以外に、F.E.A.R.によるTRPGのルールブックやサプリメントの多数にDTPデザインとして記載されている。

### リプレイ執筆（ゲームマスター兼任）
- スターレジェンド リプレイ「そして、蒼き星へ」
  - 『スターレジェンド』サプリメント『ファントムプラネット』 ISBN 978-4-907792-86-2
- アルシャード・フォルティッシモ・リプレイ「時計仕掛けの破壊神」 ISBN 978-4-7577-4553-7
- アリアンロッド・サガ・リプレイ・デスマーチ シリーズ
  - アリアンロッド・サガ・リプレイ・デスマーチ 死んで花実が咲くものか！ ISBN 978-4-8291-4571-5
  - アリアンロッド・サガ・リプレイ・デスマーチ(2) 愛はお金で買えません！ ISBN 978-4-8291-4584-5
  - アリアンロッド・サガ・リプレイ・デスマーチ(3) 孤立無援の大ピンチ ISBN 978-4-8291-4605-7
  - アリアンロッド・サガ・リプレイ・デスマーチ(4) さらにキビシイ綱渡り！！ISBN 978-4-8291-4620-0
  - アリアンロッド・サガ・リプレイ・デスマーチ(5) 破滅を招く読みちがい ISBN 978-4-8291-4648-4
  - アリアンロッド・サガ・リプレイ・デスマーチ(6) 明日をつかむ大作戦！ ISBN 978-4-8291-4663-7
  - アリアンロッド・サガ・リプレイ・デスマーチ(7) 一か八かの大勝負！ ISBN 978-4-8291-4690-3 ※藤井忍との共著
  - アリアンロッド・サガ・リプレイ・デスマーチ(8) 逆襲★ハピネス ISBN 978-4-8291-4691-0 ※藤井忍との共著
  - アリアンロッド・サガ・リプレイ・デスマーチ(9) 魔女が奏でる鎮魂曲 ISBN 978-4-8291-4728-3
  - アリアンロッド・サガ・リプレイ・デスマーチ(10) 伸るか反るかの大バクチ！ ISBN 978-4-04-712945-0
- ナイトウィザード The 2nd Edition リプレイ エターナル・ブレイヴ ISBN 978-4-04-726730-5
  - 「幼年期の終わり」[11]および「地球の長い午後」を収録。
- アルシャードガイアRPG・リプレイ「翼の折れた愛と青春」[12]
  - 『アルシャードガイア リプレイ 本当のRPG』 ISBN 978-4-04-727793-9
- ナイトウィザード The 2nd Edition リプレイ マリオネットの方程式
  - FB Online連載（2012年3月16日付 - 6月）
- アルシャードセイヴァー リプレイ 月明かりのキヲク
  - FB Online]連載（2012年9月6日付 - ）

### リプレイ執筆
- トーキョーN◎VA リプレイ「支配者の逃亡」
  - 『トーキョーN◎VAリプレイ ふりむけば死』 ISBN 978-4-89366-261-3
  - 『さらば、青き光』　ISBN 978-4-86224-237-2
- アルシャード リプレイ「古城の秘密」
  - 『オン・ユア・マインド』 ISBN 978-4-907792-48-0

### プレイヤー
田中がプレイヤーとして参加したリプレイ作品の使用したシステム別の一覧。括弧内は田中が演じたプレイヤーキャラクターの名前。
- アリアンロッドRPG / アリアンロッドRPG 2E
  - アリアンロッド・リプレイ（エイジ）
  - アリアンロッド・リプレイ・ルージュ（クリス＝ファーディナント）
  - 「魔を貫くもの」（『アリアンロッド・リプレイ・ルージュ+1』収録）（サーマン・ザ・ボリノーク）
  - 「アリアンロッド剣豪伝 明星連也降魔剣」（『アリアンロッド・リプレイ・アンサンブル』収録）（リオナ）
  - アリアンロッド・リプレイ・レジェンド、アリアンロッド・リプレイ・ブレイド（ユーノス・ローリングスター）
  - アリアンロッド・サガ・リプレイ・エチュード（ユーキリス）
  - アリアンロッド・リプレイ・セカンドウィンド（“マーチ”バニィ）
  - アリアンロッド・サガ・リプレイ・イエーガー（ファング）
  - アリアンロッド×アルシャード コラボ・リプレイ アルディオン・ナイトメア（カーロス・マウリシオ・ダ・シルバ:『トーキョーN◎VA』リプレイのカーロスと同一人物）
- アルシャード（ルール第一版）
  - 「悠久の地平」（ジーク）
  - 「古城の秘密」（サプリメント『オン・ユア・マインド』収録）（シン・アーヴィング）
  - 「オーディンの槍」（アッシュ）
  - 「スルトの剣」（キサラ・ノースライト）
- アルシャードガイアRPG
  - 「神薙ぐ御剣」（巧刀リョウ）
  - 「美少女★女神と黄金の林檎」「美少女★女神と伝説の愛天使」「創世! 真ラグナロク!!」（新条シオン）
- セブン＝フォートレス
  - 「天空の剣」（勇者シンジ）
  - 「フォーラの森砦」「シェローティアの空砦」（ヒュウガ＝アライアス）
  - 「宝玉の七勇者」「シェローティアの空砦」[13]（サシャ＝アライアス）
  - 「フレイスの炎砦」「シェローティアの空砦」（リューナ＝セイグラム）
  - 「出撃！試作精霊船アウストリア」（メビウス・ソースブック『クロスワールド』収録）（サクラ＝ヴァンスタイン）
- ダブルクロス
  - 「ドゥームズデイの魔獣」、「Rabid Dog crying」（『ダブルクロス・リプレイ・クロニクル』収録）、「Chrome Dome」（『ダブルクロス・リプレイ・ゆにばーさる』収録）（黒須左京）
  - 「ダブルクロス・リプレイ」、「厄災の聖杯」（『ダブルクロス・リプレイ・ゆにばーさる』収録）（檜山ケイト）
  - 「ダブルクロス・リプレイ・オリジン」（蓮見イサム）
  - 「ダブルクロス・リプレイ・アライブ」（千城寺薫）
  - 「Contrast Side」（『ダブルクロス・リプレイ・クロニクル』収録）（水原ハルカ）
  - 「煉獄と呼ばれた街」（2nd Editionサプリメント『アルターライン』収録）（明神リョーマ）
- ナイトウィザード
  - 「紅き月の巫女」「聖なる夜に小さな願いを」（マユリ＝ヴァンスタイン）
  - 「星を継ぐ者」（結城マサト）
  - 「白き陽の御子」（山瀬京介）
  - 「ベル・ゲーム 〜虚像のエコー〜」（2nd Editionサプリメント『ネヴァーサレンダー』収録）（深海シン）
  - 「愛はさだめ、さだめは死」（夜見トオル）
  - 「蒼穹のエンゲージ」「グリムゲルデの仮面」「星空のラストリゾート」（サクラ＝ヴァンスタイン）
- ブレイド・オブ・アルカナ
  - 「ディングレイの魔核」（『ハイデルランド英雄譚』収録）（エルトリウム）
  - 「運命の翼」（アルベルト・リヒター）
- トーキョーN◎VA
  - 「トータル・エクリプス」（トーキョーN◎VA The Revolution：サプリメント『トータル・エクリプス』収録）「火星人故郷に還る」（トーキョーN◎VA The Detonation：『ゲーマーズ・フィールド別冊Vol.24 鈴吹太郎の希望』収録）（カーロス・マウリシオ・ダ・シルバ）
- 異能使い
  - 「漆黒の顎」（『鳴神の巫女』収録）「デモンスレイヤー〜葬魂鬼」（異能使い 第二式）（早良麗）
- その他
  - 「別れの日は過ぎて」（BEAST BIND NEW TESTAMENT 新約・魔獣の絆：サプリメント『ビーストバインドエヴァンジェル』収録）（夜刀神いぶき）
  - 「星に願いを」（スターレジェンド：『ゲーマーズ・フィールド別冊Vol.08 MAGIC!MAGIC!』収録）（ホノカ・アースウィンド）
  - 「ドジッ娘☆なんですけど」（まじしゃんず・あかでみいRPG：『ゲーマーズ・フィールド別冊Vol.17 特集SRS'09』収録）（キョウシロウ＝魔奈部）
  - 「セイント・アンガー」（ガンメタル・ブレイズ）（ジャック・バランタイン）

### その他
- ナイトウィザード The ANIMATION 第3巻 オーディオコメンタリーTRPG編 出演